# Liste der Kellergassen in Gnadendorf
Die Liste der Kellergassen in Gnadendorf führt die Kellergassen in der niederösterreichischen Gemeinde Gnadendorf an.
| Foto |                 | Kellergasse                       | Standort                 | Beschreibung |
| ---- | --------------- | --------------------------------- | ------------------------ | --- |
| ja   | Datei hochladen | Hintaus (Eichenbrunn)             | KG: Eichenbrunn Standort | Die einseitige Einzelkellergasse liegt an einer Geländekante im südlichen Hintaus. Auf 500 Metern Länge befinden sich 44 Objekte, mehrheitlich in Schildmauerform. Zwischen den Kellern befinden sich einige neuere landwirtschaftliche Nutzgebäude.                                                                               |
| BW   | Datei hochladen | Trift (Eichenbrunn)               | KG: Eichenbrunn Standort | Die in einem Graben liegende beidseitige Einzelkellergasse führt in Richtung Südwesten vom Ort weg. Auf 500 Metern Länge befinden sich 93 Objekte, etwa zwei Drittel davon in Schildmauerform. Seit 2015 findet jährlich das Kolomani-Fest in der Kellergasse statt; etwa 25 Keller wurden in diesem Zusammenhang renoviert.       |
| BW   | Datei hochladen | Bei der Kirche (Gnadendorf)       | KG: Gnadendorf Standort  | In Hanglage gleich östlich der Kirche liegen auf 50 Metern Länge sieben mehrheitlich giebelständige Keller. Wenige Meter unterhalb liegt eine kleine Kellergasse an der Hauptstraße. |
| BW   | Datei hochladen | Hauptstraße (Gnadendorf)          | KG: Gnadendorf Standort  | Die einseitige Einzelkellergasse liegt an einer Geländekante im Ort, teils direkt an der Hauptstraße, teils halbkreisförmig angeordnet neben der Hauptstraße. Auf 150 Metern Länge befinden sich 19 Objekte, einige davon zu Wohnzwecken umgebaut. Nur wenige Meter oberhalb befindet sich eine kleine Kellergasse bei der Kirche. |
| BW   | Datei hochladen | Eichenbrunner Straße (Gnadendorf) | KG: Gnadendorf Standort  | Die einseitige Einzelkellergasse liegt an einer Geländekante an der westlichen Ortsausfahrt. Auf 130 Metern Länge befinden sich 13 Keller. |
| BW   | Datei hochladen | Kellergstetten (Gnadendorf)       | KG: Gnadendorf Standort  | Die einseitige Einzelkellergasse liegt an einem Hang etwa 300 Meter nordöstlich der Ortschaft. Auf 180 Metern Länge befinden sich 14 mehrheitlich giebelständige Keller, einige davon schon verfallen. |
| BW   | Datei hochladen | Auf der Stell (Röhrabrunn)        | KG: Röhrabrunn Standort  | Die einseitige Einzelkellergasse befindet sich an einer Geländekante am südwestlichen Ortsrand. Auf 250 Metern Länge befinden sich 21 Keller in Schildmauerform, einige davon bereits verfallen. |
| BW   | Datei hochladen | Hintaus (Röhrabrunn)              | KG: Röhrabrunn Standort  | Die einseitige Einzelkellergasse liegt an einer Geländekante im südlichen Hintaus. Auf 450 Metern Länge befinden sich 28 Objekte, vorwiegend in Schildmauerform, mehrheitlich erneuerungsbedürftig. |
| BW   | Datei hochladen | Beim Friedhof (Wenzersdorf)       | KG: Wenzersdorf Standort | Nordöstlich außerhalb der Ortschaft liegen 13 mehrheitlich erneuerungsbedürftige Keller an einem Hang gleich neben dem Friedhof. |
| BW   | Datei hochladen | Am Anger (Zwentendorf)            | KG: Zwentendorf Standort | Die einseitige Einzelkellergasse liegt an einem Hang nördlich knapp außerhalb der Ortschaft. Auf 350 Metern Länge befinden sich 37 mehrheitlich traufständige Keller. |
| BW   | Datei hochladen | Hintaus (Zwentendorf)             | KG: Zwentendorf Standort | Die einseitige Einzelkellergasse liegt an einem Hang im nördlichen Hintaus. Auf 50 Metern Länge befinden sich sieben traufständige Keller in geschlossener Verbauung. |
| BW   | Datei hochladen | Satz (Zwentendorf)                | KG: Zwentendorf Standort | In Hanglage nordwestlich außerhalb der Ortschaft befinden sich drei große alte Kellergebäude. |

| Foto:                    | Fotografie der Kellergasse (Gesamtheit). Klicken des Fotos erzeugt eine vergrößerte Ansicht. Daneben finden sich zwei Symbole: \| Weitere Bilder vorhanden \| Das Symbol bedeutet, dass weitere Fotos des Objekts verfügbar sind. Durch Klicken des Symbols werden sie angezeigt. \| \| Eigenes Foto hochladen \| Durch Klicken des Symbols können weitere Fotos des Objekts in das Medienarchiv Wikimedia Commons hochgeladen werden. \| |
| Name:                    | Bezeichnung der Kellergasse |
| Standort:                | Es ist die Katastralgemeinde (KG) angegeben. Durch Aufruf des Links Standort wird die Lage der Kellergasse in verschiedenen Kartenprojekten angezeigt. |
| Beschreibung             | Kurze Beschreibung der Kellergasse |
| Weitere Bilder vorhanden | Das Symbol bedeutet, dass weitere Fotos des Objekts verfügbar sind. Durch Klicken des Symbols werden sie angezeigt. |
| Eigenes Foto hochladen   | Durch Klicken des Symbols können weitere Fotos des Objekts in das Medienarchiv Wikimedia Commons hochgeladen werden. |